# Квалификације за Европско првенство у фудбалу 2024 — група Ј
Група Ј квалификација за Европско првенство у фудбалу 2024. се састојала од 6 репрезентација: Португал, Босна и Херцеговина, Исланд, Луксембург, Словачка и Лихтенштајн.
Репрезентације Португала и Словачке су као првопласиране и другопласиране репрезентације избориле директан пласман на првенство, док захваљујући ранг листи УЕФА Лиге нације 2022/23. у бараж су отишле репрезентације Луксембурга, Исланда и Босне и Херцеговине.

## Табела
| Легенда |
| --- |
| Репрезентација која се квалификује у првом кругу                                                                                                 |
| Репрезентација која иде у бараж захваљујући учинку у Лиги нација 2022/23. након што нису завршили на првом или другом месту табеле у првом кругу |

| Табела групе Ј | Табела групе Ј      | Табела групе Ј | Табела групе Ј | Табела групе Ј | Табела групе Ј | Табела групе Ј | Табела групе Ј | Табела групе Ј | Табела групе Ј |  |             |          |            |        |                     |             |  | Домаћи | Домаћи | Домаћи | Домаћи | Домаћи | Домаћи | Домаћи | Гости | Гости | Гости | Гости | Гости | Гости | Гости |
|                | Репрезентација      | И              | Д              | Н              | И              | ДГ             | ПГ             | ГР             | Бод.           |  | Португалија | Словачка | Луксембург | Исланд | Босна и Херцеговина | Лихтенштајн |  | И      | Д      | Н      | И      | ДГ     | ПГ     | Бод.   | И     | Д     | Н     | И     | ДГ    | ПГ    | Бод.  |
| 1.             | Португал            | 10             | 10             | 0              | 0              | 36             | 2              | +34            | 30             |  | -           | 3:2      | 9:0        | 2:0    | 3:0                 | 4:0         |  | 5      | 5      | 0      | 0      | 21     | 2      | 15     | 5     | 5     | 0     | 0     | 15    | 0     | 15    |
| 2.             | Словачка            | 10             | 7              | 1              | 2              | 17             | 8              | +9             | 22             |  | 0:1         | -        | 0:0        | 4:2    | 2:0                 | 3:0         |  | 5      | 3      | 1      | 1      | 9      | 3      | 10     | 5     | 4     | 0     | 1     | 8     | 5     | 12    |
| 3.             | Луксембург          | 10             | 5              | 2              | 3              | 13             | 19             | -6             | 17             |  | 0:6         | 0:1      | -          | 3:1    | 4:1                 | 2:0         |  | 5      | 3      | 0      | 2      | 9      | 9      | 9      | 5     | 2     | 2     | 1     | 4     | 10    | 8     |
| 4.             | Исланд              | 10             | 3              | 1              | 6              | 17             | 16             | +1             | 10             |  | 0:1         | 1:2      | 1:1        | -      | 1:0                 | 4:0         |  | 5      | 2      | 1      | 2      | 7      | 4      | 7      | 5     | 1     | 0     | 4     | 10    | 12    | 3     |
| 5.             | Босна и Херцеговина | 10             | 3              | 0              | 7              | 9              | 20             | -11            | 9              |  | 0:5         | 1:2      | 0:2        | 3:0    | -                   | 2:1         |  | 5      | 2      | 0      | 3      | 6      | 10     | 6      | 5     | 1     | 0     | 4     | 3     | 10    | 3     |
| 6.             | Лихтенштајн         | 10             | 0              | 0              | 10             | 1              | 28             | -27            | 0              |  | 0:2         | 0:1      | 0:1        | 0:7    | 0:2                 | -           |  | 5      | 0      | 0      | 5      | 0      | 13     | 0      | 5     | 0     | 0     | 5     | 1     | 15    | 0     |

## Резултати
| Босна и Херцеговина         | 3:0    | Исланд |
| --------------------------- | ------ | ------ |
| Крунић 14’, 40’ · Дедић 63’ | Детаљи |        |

| Португал                                         | 4:0    | Лихтенштајн |
| ------------------------------------------------ | ------ | ----------- |
| Кансело 8’ · Силва 47’ · Роналдо 51’ (пен.), 63’ | Детаљи |             |

| Словачка | 0:0    | Луксембург |
| -------- | ------ | ---------- |
|          | Детаљи |            |

| Лихтенштајн | 0:7    | Исланд                                                                                    |
| ----------- | ------ | ----------------------------------------------------------------------------------------- |
|             | Детаљи | Олафсон 3’ · Харалдсон 38’ · Гунарсон 48’, 68’, 73’ (пен.) · Гудјонсен 85’ · Елертсон 87’ |

| Луксембург | 0:6    | Португал                                                         |
| ---------- | ------ | ---------------------------------------------------------------- |
|            | Детаљи | Роналдо 9’, 31’ · Феликс 15’ · Силва 18’ · Отавио 77’ · Леао 88’ |

| Словачка               | 2:0    | Босна и Херцеговина |
| ---------------------- | ------ | ------------------- |
| Мак 13’ · Хараслин 40’ | Детаљи |                     |

| Луксембург                | 2:0    | Лихтенштајн |
| ------------------------- | ------ | ----------- |
| Синани 59’ · Родригез 89’ | Детаљи |             |

| Исланд                | 1:2    | Словачка               |
| --------------------- | ------ | ---------------------- |
| Финбогасон 41’ (пен.) | Детаљи | Куцка 27’ · Суслов 70’ |

| Португал                         | 3:0    | Босна и Херцеговина |
| -------------------------------- | ------ | ------------------- |
| Силва 44’ · Фернандеш 77’, 90+3’ | Детаљи |                     |

| Босна и Херцеговина | 0:2    | Луксембург             |
| ------------------- | ------ | ---------------------- |
|                     | Детаљи | Санчез 4’ · Синани 74’ |

| Исланд | 0:1    | Португал    |
| ------ | ------ | ----------- |
|        | Детаљи | Роналдо 89’ |

| Лихтенштајн | 0:1    | Словачка    |
| ----------- | ------ | ----------- |
|             | Детаљи | Вавро 45+1’ |

| Босна и Херцеговина          | 2:1    | Лихтенштајн          |
| ---------------------------- | ------ | -------------------- |
| Џеко 3’ · Личингер 18’ (аг.) | Детаљи | Сандро Волфингер 21’ |

| Луксембург                                      | 3:1    | Исланд        |
| ----------------------------------------------- | ------ | ------------- |
| Шено 9’ (пен.) · Борхес Санчез 70’ · Синани 89’ | Детаљи | Харалдсон 88’ |

| Словачка | 0:1    | Португал      |
| -------- | ------ | ------------- |
|          | Детаљи | Фернандеш 43’ |

| Исланд           | 1:0    | Босна и Херцеговина |
| ---------------- | ------ | ------------------- |
| Финбогасон 90+1’ | Детаљи |                     |

| Португал                                                                                    | 9:0    | Луксембург |
| ------------------------------------------------------------------------------------------- | ------ | ---------- |
| Ињасио 12’, 45+3’ · Рамос 18’, 34’ · Жота 58’, 78’ · Хорта 67’ · Фернандеш 83’ · Феликс 88’ | Детаљи |            |

| Словачка                     | 3:0    | Лихтенштајн |
| ---------------------------- | ------ | ----------- |
| Ханцко 1’ · Дуда 3’ · Мак 6’ | Детаљи |             |

| Исланд       | 1:1    | Луксембург   |
| ------------ | ------ | ------------ |
| Оскарсон 23’ | Детаљи | Родригез 46’ |

| Лихтенштајн | 0:2    | Босна и Херцеговина             |
| ----------- | ------ | ------------------------------- |
|             | Детаљи | Рахмановић 13’ · Стевановић 41’ |

| Португал                            | 3:2    | Словачка                 |
| ----------------------------------- | ------ | ------------------------ |
| Рамос 18’ · Роналдо 29’ (пен.), 72’ | Детаљи | Ханцко 69’ · Лоботка 80’ |

| Босна и Херцеговина | 0:5    | Португал                                                          |
| ------------------- | ------ | ----------------------------------------------------------------- |
|                     | Детаљи | Роналдо 5’ (пен.), 20’ · Фернандеш 25’ · Кансело 32’ · Феликс 41’ |

| Исланд                                                     | 4:0    | Лихтенштајн |
| ---------------------------------------------------------- | ------ | ----------- |
| Сигурдсон 22’ (пен.), 49’ · Финбогасон 44’ · Харалдсон 63’ | Детаљи |             |

| Луксембург | 0:1    | Словачка  |
| ---------- | ------ | --------- |
|            | Детаљи | Дуриш 77’ |

| Лихтенштајн | 0:2    | Португал                  |
| ----------- | ------ | ------------------------- |
|             | Детаљи | Роналдо 46’ · Кансело 57’ |

| Луксембург                                                 | 4:1    | Босна и Херцеговина |
| ---------------------------------------------------------- | ------ | ------------------- |
| Олесен 6’ · Родригез 30’ (пен.), 90+5’ · Мујакић 55’ (аг.) | Детаљи | Гојковић 90+3’      |

| Словачка                                        | 4:2    | Исланд                       |
| ----------------------------------------------- | ------ | ---------------------------- |
| Куцка 30’ · Дуда 36’ (пен.) · Хараслин 47’, 55’ | Детаљи | Оскарсон 17’ · Гудјонсен 74’ |

| Босна и Херцеговина | 1:2    | Словачка                |
| ------------------- | ------ | ----------------------- |
| Хрошовски 49’ (аг.) | Детаљи | Боженик 52’ · Шатка 71’ |

| Лихтенштајн | 0:1    | Луксембург   |
| ----------- | ------ | ------------ |
|             | Детаљи | Родригез 69’ |

| Португал                  | 2:0    | Исланд |
| ------------------------- | ------ | ------ |
| Фернандеш 37’ · Хорта 66’ | Детаљи |        |

## Стрелци
10 голова
| - Кристијано Роналдо |

6 голова
| - Бруно Фернандеш |

5 голова
| - Жерсон Родригез |

3 гола
| - Алфред Финбогасон - Арон Гунарсон - Хакон Арнар Харалдсон | - Данел Синани - Бернардо Силва - Гонсало Рамос | - Жоао Кансело - Жоао Феликс - Лукаш Хараслин |

2 гола
| - Раде Крунић - Андри Гудјонсен - Гилфи Сигурдсон - Ори Оскарсон | - Ивандро Борхес Санчез - Гонсало Ињасио - Диого Жота - Рикардо Хорта | - Давид Ханцко - Јурај Куцка - Ондреј Дуда - Роберт Мак |

1 гол
| - Амар Дедић - Амар Рахмановић - Един Џеко - Мирослав Стевановић - Ренато Гојковић - Давид Кристијан Олафсон | - Микаел Егил Елертсон - Сандро Волфингер - Максим Шено - Матијас Олесен - Отавио - Рафаил Леао | - Давид Дуриш - Денис Вавро - Љубомир Шатка - Роберт Боженик - Станислав Лоботка - Томаш Суслов |

Аутогол
| - Нихад Мујакић (против Луксембурга) - Симон Личингер (против Босне и Херцеговине) | - Патрик Хрошовски (против Босне и Херцеговине) |